# パウル・オットー・ガイベル

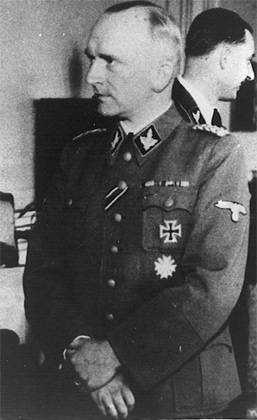
1944年、ガイベル

パウル・オットー・ガイベル（Paul Otto Geibel、1898年6月10日 - 1966年11月12日）は、親衛隊（SS）の将軍。最終階級は親衛隊少将及び警察少将。

## 略歴
ドルトムントで校長の息子として生まれる。第1次世界大戦中はドイツ帝国海軍に入隊し、終戦までに大尉へと昇進している。1920年から1933年まで保険会社に務める。
1931年12月に国家社会主義ドイツ労働者党に入党（党員番号761,353）。同時に突撃隊に入隊し、突撃隊第81連隊に所属された。また突撃隊憲兵隊にも所属した。1935年3月にはベルリンに本部を置く憲兵の顧問となる。4月に国家地方警察に少佐の階級で入り、1942年10月まで内務省の国家地方警察自動車警邏隊の職員となる。
1938年12月に親衛隊少佐の階級で親衛隊に入隊する（隊員番号313,910）。1942年10月から1944年3月まで秩序警察本部の指令局第2部の部長となる。
1944年3月31日からワルシャワの親衛隊及び警察指導者に任じられ、1945年2月1日まで勤めている。彼の指揮のもとでワルシャワ蜂起後のワルシャワの破壊が行われた。その後プラハの秩序警察司令官となり終戦まで務めた。
戦後、チェコスロバキアの裁判所で懲役五年の刑が言い渡される。釈放後はポーランドに引き渡され、ワルシャワ蜂起時の親衛隊及び警察指導者としての責任により1954年に終身刑が言い渡された。1966年11月12日に刑務所内で自殺した。

## キャリア
出典

### 親衛隊階級
- 1933年12月、突撃隊少尉
- 不明、突撃隊少佐
- 1935年、国家地方警察少佐
- 1938年12月、親衛隊少佐
- 1939年7月1日、親衛隊中佐
- 1942年10月1日、親衛隊大佐
- 1942年7月14日、国家地方警察大佐
- 1943年4月20日、親衛隊上級大佐
- 1944年10月26日、親衛隊少将及び警察少将

### 受章歴
- 鉄十字勲章
  - 一級
  - 二級
- 戦功十字章
  - 二級剣付き十字章
  - 一級剣付き十字章
  - 前線戦士章
- オリンピック勲章（ドイツ語版）
- 親衛隊名誉リング
- 親衛隊全国指導者名誉長剣